# The Hidden Woman
Pour plus de détails, voir Fiche technique et Distribution.
The Hidden Woman est un film muet américain réalisé par Allan Dwan, sorti en 1922.

## Synopsis
Ann Wesley est une riche mondaine dont les manières frivoles finissent par agacer son amoureux, Bart Andrews, qui la traite de superficielle. Lorsque Ann perd tous ses biens dans un krach boursier, elle prend sa retraite pour vivre dans un paisible village des monts Adirondacks. Là, elle se lie d'amitié avec le petit Johnny Randolph, le fils d'un ivrogne. Les manières libres d'Ann provoquent l'indignation des locaux. Bart Andrews, inquiet pour elle, la surveille en cachette afin de pouvoir la protéger si nécessaire...

## Fiche technique
- Titre : The Hidden Woman
- Réalisation : Allan Dwan
- Producteur : Allan Dwan pour Nanuet Amusement Corporation
- Société de distribution : American Releasing Co.
- Pays de production : États-Unis
- Format : noir et blanc - 1,33:1
- Durée : 5 bobines
- Genre : Film dramatique
- Date de sortie : États-Unis : 2 avril 1922

## Distribution
- Evelyn Nesbit : Ann Wesley
- Crauford Kent : Bart Andrews
- Murdock MacQuarrie : Iron MacLoid
- Ruth Darling : Vera MacLoid
- Al Hart : Bill Donovan
- Russell Thaw : Johnny Randolph
- Mary Alden : Mrs. Randolph
- Jack Evans
- Anne Shirley